# Magnus Nygren
Magnus Nygren (* 7. Juni 1990 in Karlstad) ist ein schwedischer Eishockeyspieler, der seit der Saison 2023/24 beim Färjestad BK aus der Svenska Hockeyligan unter Vertrag steht und dort auf der Position des Verteidigers spielt.

## Karriere
Nygren begann seine Karriere als Eishockeyspieler in seiner Heimatstadt in der Nachwuchsabteilung von Färjestad BK, für dessen Profimannschaft er in der Saison 2009/10 sein Debüt in der Elitserien gab, wobei er in seinem Rookiejahr in neun Spielen punktlos blieb und vier Strafminuten erhielt. Parallel spielte er als Leihspieler für den Mora IK in der HockeyAllsvenskan, der zweiten schwedischen Spielklasse, sowie den Skåre BK – Färjestads Kooperationspartner – in der drittklassigen Division 1. Für den Skåre BK hatte er bereits ein Jahr zuvor erstmals in der Division 1 gespielt.

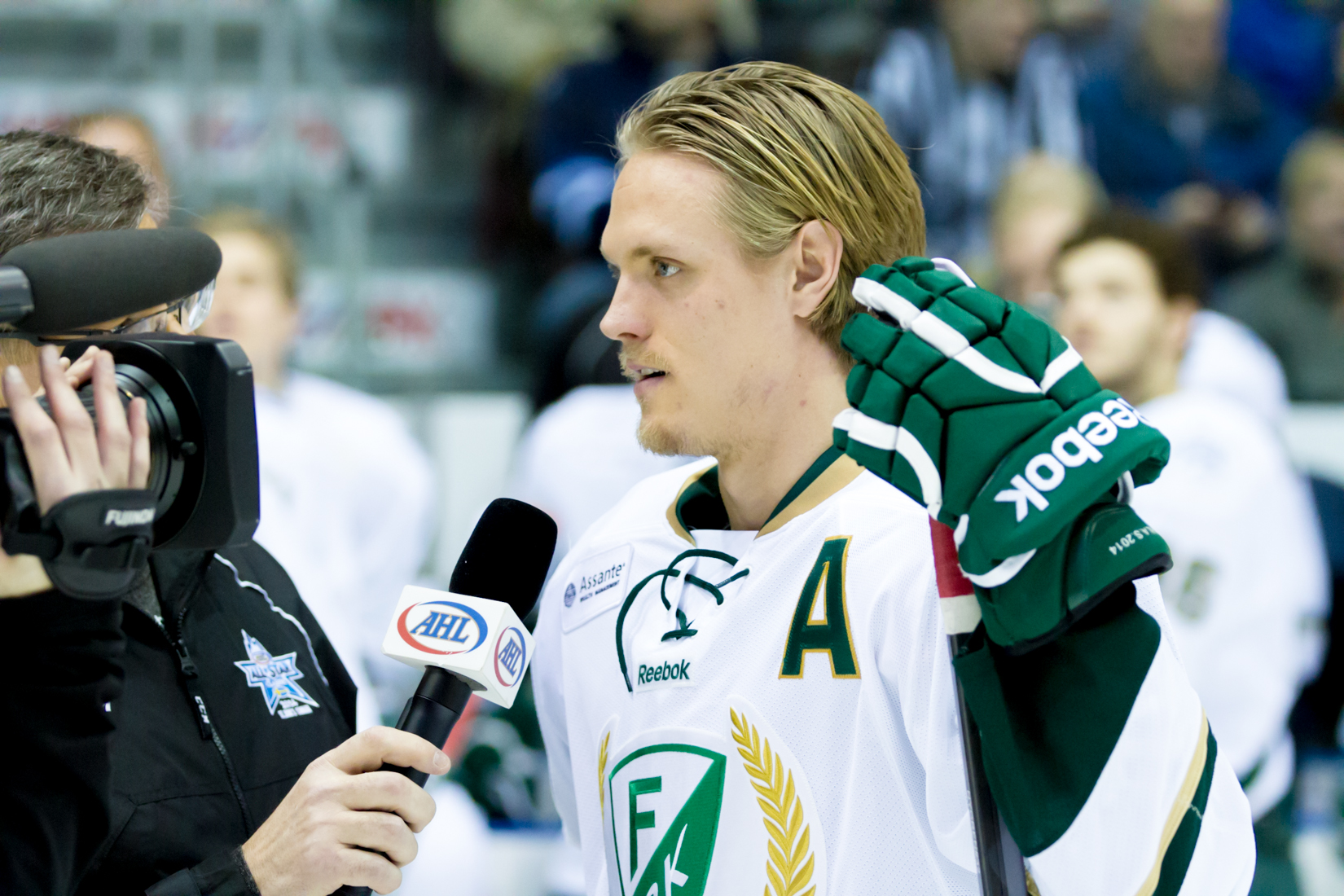
Nygren im Trikot von Färjestad BK

Die Saison 2010/11 begann Nygren als Leihspieler beim Zweitligisten BIK Karlskoga. Im weiteren Saisonverlauf konnte er sich jedoch bei Färjestad BK durchsetzen und erzielte in insgesamt 36 Elitserien-Spielen für den FBK sieben Tore und gab 18 Vorlagen. Mit der Mannschaft aus Karlstad, für die er in der Saisonvorbereitung auch ein Spiel in der European Trophy bestritten hatte, wurde er am Saisonende erstmals in seiner Laufbahn Schwedischer Meister. Anschließend wurde er im NHL Entry Draft 2011 in der vierten Runde als insgesamt 113. Spieler von den Canadiens de Montréal ausgewählt.
Im Mai 2013 erhielt Nygren einen Zweijahresvertrag von den Canadiens und wurde für die Saison 2013/14 in den Kader der Hamilton Bulldogs berufen. Nach 16 Spielen in der AHL verließ er die Mannschaft jedoch wieder und kehrte nach Färjestad zurück. Dort wurde er zum Assistenzkapitän ernannt und erzielte in den verbleibenden 25 Saisonspielen 20 Scorerpunkte. In der Saison 2016/17 war er mit elf Treffern torgefährlichster Verteidiger der schwedischen Liga. Im April 2017 wurde Nygrens Wechsel zum HC Davos in die Schweizer National League bekannt gegeben.
Zur Saison 2023/24 kehrte er zum Färjestad BK zurück.

### International
Nachdem Nygren trotz Einsätzen im Juniorenbereich an keinem großen internationalen Turnier teilgenommen hatte, debütierte er im Rahmen der Saison 2012/13 der Euro Hockey Tour für die schwedische Nationalmannschaft. In der Folge vertrat er die Tre Kronor bei den Weltmeisterschaften der Jahre 2014, 2016 und 2021, wobei er 2014 die Bronzemedaille gewann.

## Erfolge und Auszeichnungen
| - 2011 Schwedischer Meister mit Färjestad BK - 2013 Salming Trophy - 2014 Schwedischer Vizemeister mit Färjestad BK | - 2017 Spengler Cup All-Star Team - 2018 National League Media All-Star Team |

### International
- 2014 Bronzemedaille bei der Weltmeisterschaft

## Karrierestatistik
Stand: Ende der Saison 2021/22

### International
Vertrat Schweden bei:
- Weltmeisterschaft 2014
- Weltmeisterschaft 2016
- Weltmeisterschaft 2021

(Legende zur Spielerstatistik: Sp oder GP = absolvierte Spiele; T oder G = erzielte Tore; V oder A = erzielte Assists; Pkt oder Pts = erzielte Scorerpunkte; SM oder PIM = erhaltene Strafminuten; +/− = Plus/Minus-Bilanz; PP = erzielte Überzahltore; SH = erzielte Unterzahltore; GW = erzielte Siegtore; 1 Play-downs/Relegation; Kursiv: Statistik nicht vollständig)